# Lelio Parisi
Lelio Parisi (Moliterno, 3 dicembre 1756 – Napoli, 16 dicembre 1824) è stato un magistrato e politico italiano.

## Biografia

### Nascita e studi
Figlio del dottor Domenico Parisi di Moliterno e della nobildonna Margherita Porcellini di Stigliano, appartenente ad una famiglia patrizia di Cosenza trapiantata a Moliterno.
La prima formazione del Parisi avvenne nell'ambito familiare nella quale vi erano diversi laureati in legge. Nel 1776 fu inviato a Napoli, insieme al fratello maggiore Nicola, per studiare legge canonica e civile e dopo il corso di studi conseguì il dottorato nel gennaio 1786.

### Inizi della carriera giudiziaria
Lelio intraprese la carriera giudiziaria come uditore presso la Regia Udienza di Catanzaro nella Calabria Ulteriore, dove prestò giuramento nel 1787. Nel 1789 fu trasferito a Salerno, dove fu promosso Caporuota del Tribunale fino al 1793; in questo periodo fu giudice delegato «contro li ladroni» in diversi luoghi di ben tre province (Principato Citra, Basilicata e Calabria Citeriore).
Nel mese di gennaio 1793 Lelio sposò in Salerno Irene Pisani, figlia di don Nicola e donna Isidora Ferri.
Il Parisi nel 1797 fu nominato consigliere nella Giunta consultiva di Guerra e Marina, grazie anche al fratello Giuseppe che era maggior generale e nel medesimo anno gli fu conferito l'incarico di consigliere e commissario di campagna, dove ebbe come segretario del Tribunale di Campagna don Michelangelo De Novi di Grumo.
Nel maggio 1799, durante la Repubblica Napoletana, fu arrestato dal Commissario organizzatore Ignazio Falconieri.

### Incarichi politici e ritorno alla Magistratura
Nel mese di marzo del 1806 fu reintegrato come commissario di campagna da Giuseppe Bonaparte insieme al segretario Michelangelo De Novi.
Il 13 agosto 1806 fu nominato anche intendente della provincia di Terra di Lavoro e la sua attività fu frenetica, energica ed autorevole perché dovette affrontare tanti e svariati problemi di una vasta provincia. Fu molto propositivo e più volte sollecitò l'insediamento dei consigli distrettuali e provinciali nell'interesse generale della provincia.
Nel 1807 iniziò la pubblicazione del Giornale dell'Intendenza, seguendo per primo l'esempio dato dal francese Briot, che aveva già avuto esperienze simili in Francia.
Le difficoltà che dovette affrontare non erano soltanto economiche perché la nuova organizzazione dell'amministrazione civile aveva sottratto alla magistratura alcune sue antiche prerogative e si manifestarono molte resistenze e opposizioni al nuovo ordine. Il Parisi si scontrò molte volte con la Regia Camera della Sommaria e la Real Camera di Santa Chiara per avere i documenti relativi all'economia comunale e costrinse il ministro degli Interni a scontrarsi con quello della Giustizia per assicurarsi la collaborazione delle predette Camere.
L'11 novembre 1808 fu nominato giudice della Gran Corte di Cassazione, ma rimase intendente fino alla fine di dicembre.
Nel luglio del 1817 fu nominato consigliere della Corte suprema di Giustizia e mantenne tale carica fino al 18 ottobre 1824 quando fu promosso vice presidente e rimase in servizio fino al 15 dicembre 1824.

### Discendenza
- Il figlio Domenico sposò Luisa Cutinelli, abitò in Napoli alla Strada Nuova Pizzofalcone, dove morì 15 marzo 1863.
- Il nipote Lelio, figlio di Domenico e Luisa Cutinelli, sposò in Napoli Maria Antonietta Fasano di Somma, figlia di Gaetano e Francesca Muti Bussi, il 28 dicembre 1859.